# Nicolas de Bailleul
Pour les articles homonymes, voir Bailleul.

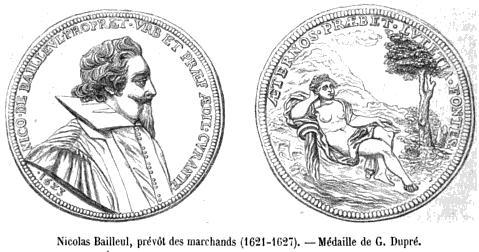
Médaille de Guillaume Dupré (1623) commémorant la première prévôté de Nicolas Bailleul et les grands travaux d’adduction d'eau qu'il fit mener à bien (gravure de 1862).

Nicolas Bailleul, dit Nicolas de Bailleul, né en 1586 et mort le 20 août 1652, est un magistrat, diplomate, administrateur et ministre français de la première moitié du XVIIe siècle.

## Biographie
Nicolas Bailleul fut conseiller au parlement de Paris dès le 30 mai 1608 (ou en 1610 selon Bonneserre) puis, en 1616, maître des requêtes. Après avoir été envoyé comme ambassadeur en Savoie (1619), il fut nommé président du Grand conseil (1620), mais il se démit très tôt de cette charge pour accepter celle de lieutenant civil de Paris (27 février 1621).
C'est à ce titre que Nicolas Bailleul fut élu prévôt des marchands de Paris à deux reprises en 1621 et 1624. Pendant sa prévôté (1622-1627), Bailleul fit achever l'aqueduc Médicis destiné à amener les eaux de Rungis dans les quartiers de la rive gauche de la Seine. Ces importants travaux s'accompagnèrent de la réparation ou de la reconstruction de plusieurs fontaines sur les deux rives (comme la fontaine de Birague en 1627).
Le 25 septembre 1627, il fut reçu président à mortier du parlement de Paris. Nommé chancelier de la reine Anne d'Autriche (1628), il assuma les charges de ministre d’État et de surintendant des finances de juin 1643 à juillet 1647.
Plus versé, selon Voltaire, « dans la connaissance du barreau que dans celle des finances », Bailleul embrouilla passablement ces dernières. Confronté à une situation budgétaire difficile (déficit pour les années 1644 à 1646), il eut recours à plusieurs expédients pour tenter de redresser la situation : emprunt de douze millions de livres (mais à un très fort taux d'intérêt), augmentation de l'octroi de Paris de dix sous par muid de vin, création de nouvelles taxes, création et vente d'offices et de lettres de noblesse. Destiné à compenser l'augmentation du nombre de détenteurs d'offices (1 200 000 livres de gages devant encore être versées aux officiers du parlement), l'affermage de la taille à des « partisans » ne rapporta pas davantage au royaume et se solda par une pression accrue de ces fermiers sur les moins aisés des sujets, ruinant ainsi les campagnes.
Bailleul eut pour collègue Claude de Mesme et pour contrôleur général Michel Particelli d'Émery, « connu par ses déprédations ». Émery étant l'homme de confiance de Mazarin, il fut choisi par le cardinal pour remplacer Bailleul en 1647.

## Possessions

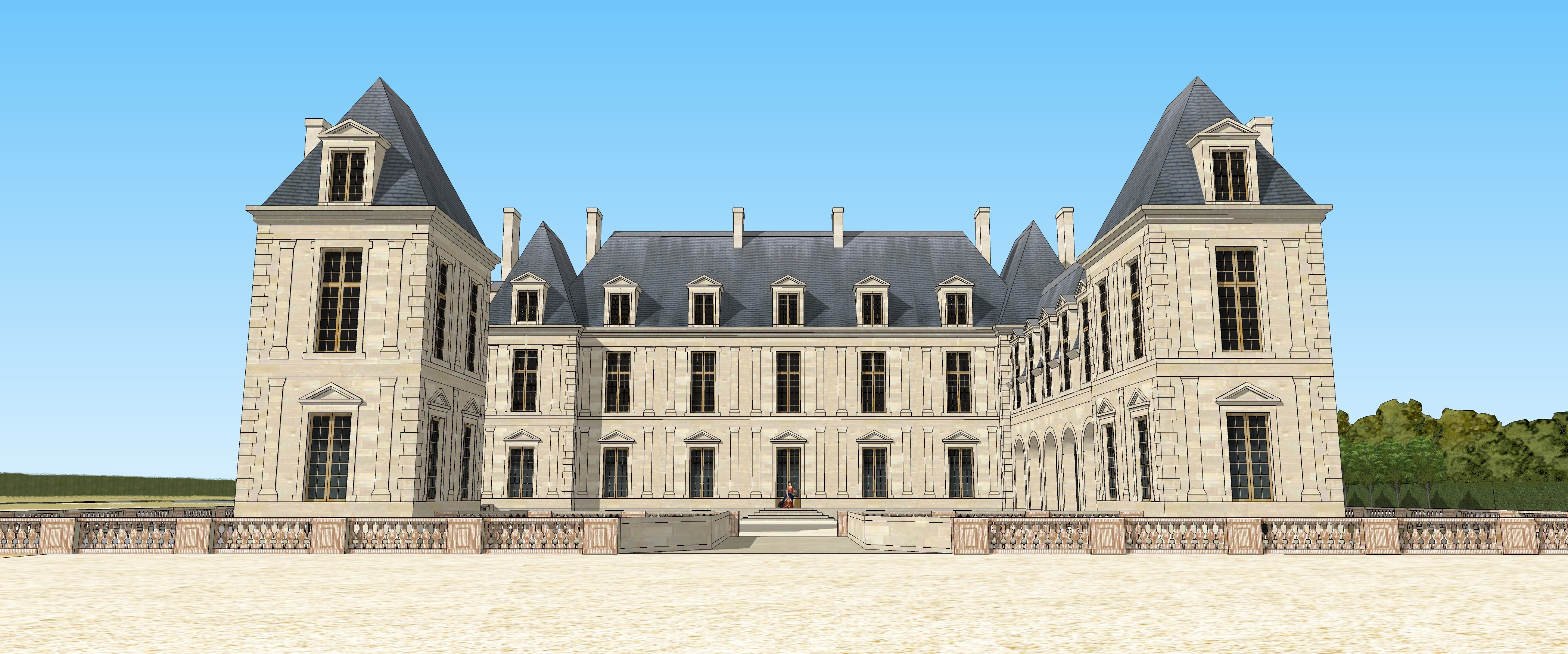
Proposition de restitution du château de Soisy-sur-Seine

Seigneur de Vattetot, Étiolles et Soisy, Nicolas Bailleul ajouta à son nom la particule nobiliaire. 
Il avait avancé 50 000 livres aux héritiers de Louise-Marguerite de Lorraine, princesse de Conti sur la baronnie de Château-Gontier et se prétendait propriétaire, en 1646, en vertu d'un échange. Remboursé au mois d'octobre 1616 sur l'épargne du roi, il se portait de nouveau acquéreur le 6 janvier 1647, après saisie sur Claude de Lorraine ; les créanciers opposants furent déboutés par sentence du 2 mars 1647.
En 1651, il fut nommé gouverneur de la ville Château-Gontier en Anjou, dont il détenait la baronnie depuis 1638 et qu'il fit ériger en marquisat au profit de son fils Louis-Dominique par lettres patentes des 27 et 31 juillet 1656. Le titre de marquis de Château-Gontier semble cependant avoir déjà été porté par Nicolas de Bailleul, mort en 1652.

### Famille
Petit-fils de Nicolas Bailleul, de la paroisse d'Angerville, anobli en 1515, fils de Nicolas Bailleul († 1610), qui rendit des services à Henri IV, et frère aîné de Charles de Baileul (de 1643 à 1651 grand louvetier de France, charge transmise à son fils Nicolas qui s'en démit à son tour en 1655), Nicolas Bailleul épousa en 1608 Louise de Fortia puis en 1621, en secondes noces, Élisabeth-Marie Mallier du Houssay.
- Son fils, Louis-Dominique de Bailleul (né en 1622 et mort d’apoplexie le 11 juillet 1701 à l'abbaye Saint-Victor[2]), fut également président à mortier du parlement de Paris, charge transmise de père en fils jusqu'en 1718[3] ou 1719[2], date à laquelle elle fut revendue par Nicolas Louis (II) de Bailleul, alors âgé d'une quarantaine d'années.
- Sa fille, Marie de Bailleul (née en 1626 et décédée le 29 avril 1712, épousa par contrat du 17 février 1644 François de Brichanteau, marquis de Nangis mestre de camp du régiment de Picardie tué le 14 juillet 1644 au siège de Gravelines. Elle se remaria l'année suivante à Louis-Chalon du Blé, marquis d'Huxelles, veuf de Gabrielle de la Grange-Montigny, et fut par ce mariage la mère du maréchal d'Huxelles.

Armes de la famille de Bailleul, « parti d'hermine et de gueules ».
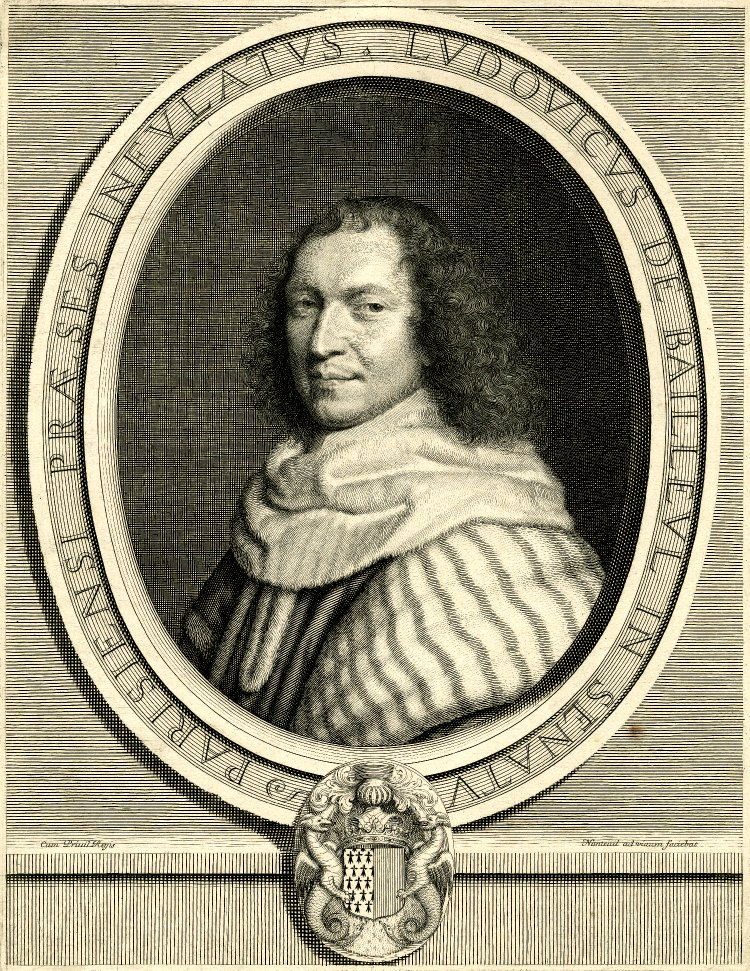
Louis-Dominique de Bailleul (1622-1701), fils de Nicolas.